# Corgnac-sur-l’Isle
Corgnac-sur-l’Isle (okzitanisch Cornhac d’Eila) ist eine französische Gemeinde mit 862 Einwohnern (Stand 1. Januar 2022) im Département Dordogne in der Region Nouvelle-Aquitaine. Die Gemeinde gehört zum Arrondissement Nontron und zum Kanton Thiviers. Zuständiger Gemeindeverband ist die Communauté de communes Périgord-Limousin. Die Einwohner werden Corgnacois bzw. Corgnacoises genannt.

## Etymologie
Corgnac-sur-l’Isle ist eine der vielen Gemeinden im Département Dordogne, die mit dem Suffix -ac enden. Dieser leitet sich ab von der gallischen Endung -acum bzw. dem Lateinischen icum – mit der Bedeutung Eigentum, Besitz, Anwesen des. Das Okzitanische Cornhac geht wahrscheinlich auf den gallorömischen Eigennamen Cornius zurück und ist mit Anwesen des Cornius (Corniacum) zu übersetzen.

## Geographie

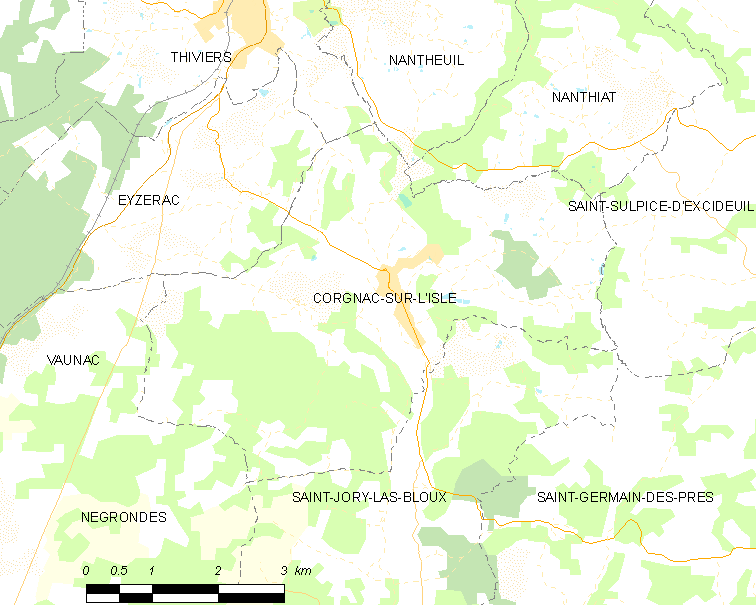
Lagekarte der Gemeinde Corgnac-sur-l’Isle

Corgnac-sur-l’Isle liegt 5 Kilometer südsüdöstlich von Thiviers am Fluss Isle, der südlich von Limoges im Zentralmassiv entspringt und bei Libourne in die Dordogne mündet. Die Gemeinde befindet sich im Übergangsbereich des Nontronnais zum Périgord central. Touristisch fällt sie in den Grenzbereich von Périgord vert und Périgord blanc.
Umgeben wird Corgnac-sur-l’Isle von folgenden acht Nachbargemeinden:
| Thiviers        | Nantheuil                                   | Nanthiat                  |
| Eyzerac, Vaunac | Kompassrose, die auf Nachbargemeinden zeigt | Saint-Sulpice-d’Excideuil |
| Négrondes       | Saint-Jory-las-Bloux                        |                           |

Neben dem Ortskern besteht die Gemeinde aus folgenden Weilern, Gehöften, Geländepunkten, einem Schloss und einer Ziegelei:
Baudissou, Bazols, Bord, Boslalègue, Bosloubet, Cambade, Caux de l’Age, Chaumont, Cherveix, Cluzeau, Cronarzin (Cronarzen), Coulonges, Fontarnaud, L’Étang, La Combe du Mas, La Côte, La Flamenchie, La Fontaine de Savignac, La Fouillardie, La Gironnette, La Grange, La Jaligne, La Preyssaque, La Roche, La Tuilerie de Tersac, La Vergne, Lacombe, Lanneaud, Laxion (Schloss), Le Breuil, Le Chemin des Cordes, Le Clos, Le Cluzelet, Le Four, Le Mas, Le Moulin de Vignes, Les Basses Vignes, Les Cambades, Les Grandes Vignes, Les Mondines, Les Peyrières, Les Plantes, Les Valades, Leyméronie (L’Eyméronie), Linard, Métairie Basse, Montmady, Nuelle, Paradis, Petit Breuilh, Petit Savignac, Pouzol, Puyfebert, Rebeuse, Roulède, Saint-Avit, Salevert, Savignac, Vaudrude und Vignaux.
Der topographisch tiefste Punkt im Gemeindegebiet von Corgnac-sur-l’Isle mit 133 Meter über dem Meeresspiegel befindet sich an der Südgrenze bei Cherveix. Der höchste Punkt mit 255 Metern wird im Nordosten nordwestlich von La Roulède angetroffen. Der maximale Höhenunterschied beträgt 122 Meter, die durchschnittliche Meerhöhe 194 Meter. Das Rathaus kommt auf 140 Meter zu liegen.
Die Gemeinde besitzt eine Gesamtfläche von 20,61 Quadratkilometer.

### Verkehrsanbindung
Der Ortskern von Corgnac-sur-l’Isle liegt an der D 76, die von Thiviers nach Excideuil führt. Vom Ortskern gehen mehrere Kommunalstraßen aus. Einmal nach Osten über Savignac nach Saint-Sulpice-d’Excideuil. Von dieser Kommunalstraße zweigt hinter Vaudrude die VC 5 nach Norden ab, um im Gemeindegebiet von Nanthiat die D 707 zu erreichen – eine Querverbindung von Thiviers nach Lanouaille. Ein weiterer Abzweig nach Nordosten hinter Savignac knüpft ebenfalls mit der D 707 an. Sodann verlässt die VC 219 den Ortskern nach Norden und erreicht den Südosten von Thiviers. Eine nach Südwesten ziehende Kommunalstraße stellt wichtige Verbindungen nach Négrondes, nach Saint-Jory-las-Bloux und in den Süden von Eyzerac her (um dort dann an die Route nationale 21 von Thiviers nach Périgueux anzubinden).
Durch die Gemeinde verlief früher auch die Bahnstrecke Thiviers–Saint-Aulaire, die 1940 für den Personenverkehr und 1986 für den Güterverkehr stillgelegt wurde. Die Strecke ist eine beliebte Touristenattraktion und fungiert jetzt als Vélorail (Eisenbahn-Draisine) zwischen Thiviers und Corgnac-sur-l’Isle und weiter nach Excideuil. Die Schmalspurbahnen bei Corgnac-sur-l’Isle führten von einem Steinbruch über einen Brecher zum Bahnhof.

### Fernwanderweg
Der aus Thiviers kommende Fernwanderweg GR 654 berührt nur ganz kurz den Westen der Gemeinde. Er setzt sich dann weiter nach Süden in Richtung Négrondes und Périgueux fort.

### Bodenbedeckung

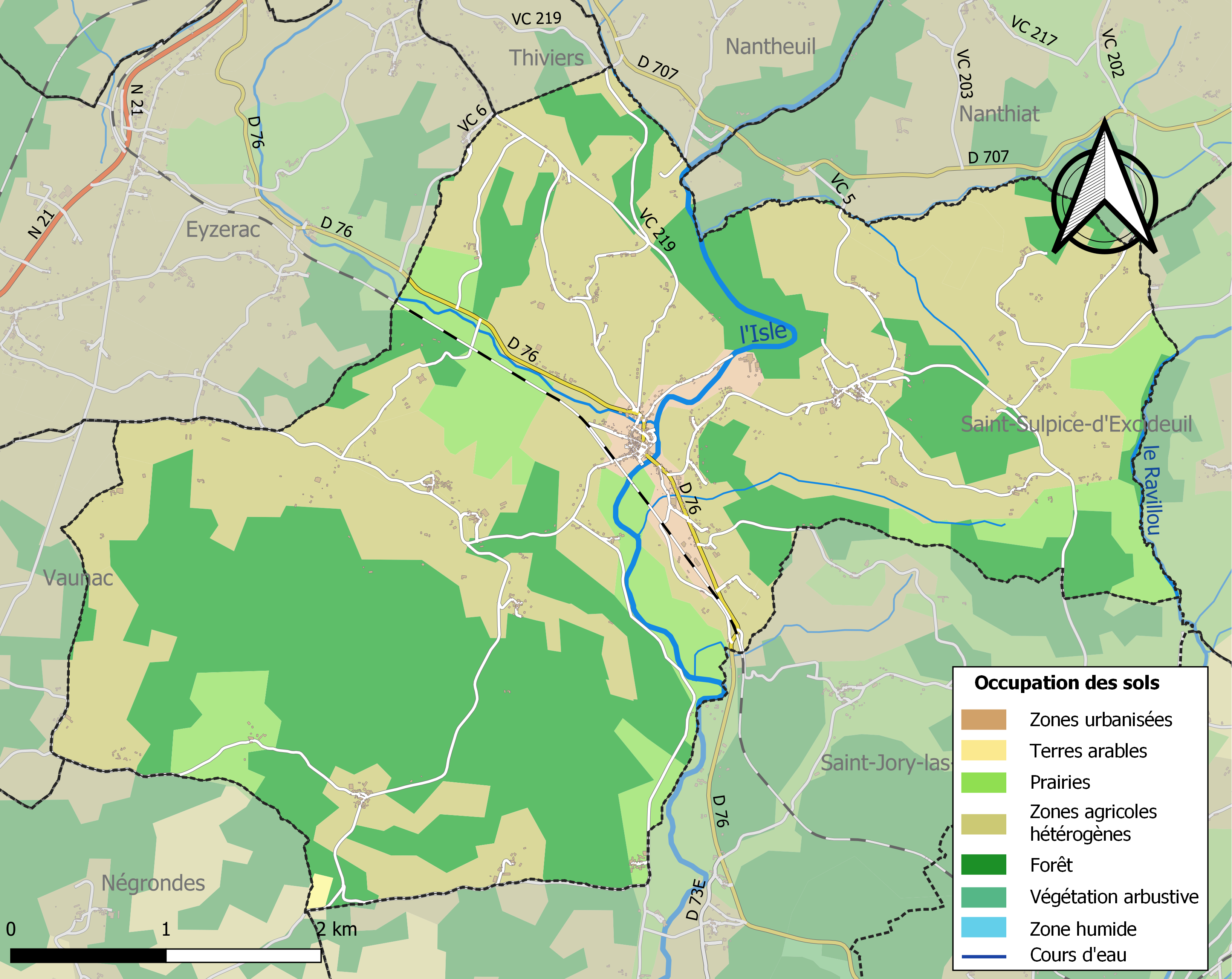
Bodenbedeckung in der Gemeinde Corgnac-sur-l'Isle

Die Bodenbedeckung der Gemeinde Corgnac-sur-l’Isle schlüsselt sich im Jahr 2018 gemäß der europäischen Datenbank CORINE Land Cover (CLC) wie folgt auf:
- heterogene landwirtschaftliche Nutzung – 47,7 %
- Wälder oder seminaturelle Ländereien – 38,9 %
- Wiesen – 11,1 %
- baulich beansprucht – 2,1 %
- ackerbaulich genutzt – 0,1 %.

Die landwirtschaftliche Nutzung steht mit 58,9 % im Vordergrund. Sie ist im Vergleich zu 1990 (59,1 %) minimal zurückgegangen.

## Klima
Das Klima ist gemäßigt; Regen (1018 mm/Jahr) fällt übers Jahr verteilt. Die Gemeinde Corgnac-sur-l’Isle besitzt ein abgeschwächtes ozeanisches Klima mit gemäßigtem Sommer (Cfb nach Köppen und Geiger), das sich durch folgende Parameter auszeichnet:
| Klimaparameter im Zeitraum 1971–2000 |
| --- |
| - Jahresmittel: 11,8 °C - Anzahl der Tage unter −5 °C: 3,6 - Anzahl der Tage oberhalb 30 °C: 7,8 - Maximum im Tages-Temperaturunterschied: 15,3 °C - Jahresniederschlag: 1018 mm - Niederschlagstage im Januar: 12,8 - Niederschlagstage im Juli: 7,6 |

Durch den Klimawandel zeichnen sich Erhöhungen im Jahresmittel ab, die sich bereits auch bemerkbar machen. So ist beispielsweise an der 52 Kilometer entfernten Wetterstation in Brive-la-Gaillarde das langjährige Jahresmittel von 12,7 °C für 1971–2000 über 12,7 °C für 1981–2010 auf 13,0 °C für 1991–2020 angestiegen – ein Zuwachs um 0,3 °C innerhalb von 20 Jahren.

## Hydrographie

Hydrographische Karte von Corgnac-sur-l'Isle

Hauptfluter in der Gemeine Corgnac-sur-l’Isle ist, wie im Ortsnamen bereits angedeutet, die Isle, die auf 5,5 Kilometer in südlicher Richtung abfließt. Sie definiert im Norden auf knapp 0,5 Kilometer die Gemeindegrenze zu Nanthiat. Im Süden bildet sie nur an wenigen kurzen Stellen die Grenze zu Saint-Jory-las-Bloux. Rechte Nebenflüsse sind der Ruisseau de Saint-Avit, der auf 850 Meter die Nordgrenze zu Nantheuil stellt und der 2 Kilometer lange Ruisseau de Chadourgnac, der am Ortskern in die Isle mündet. Es sind auch drei linke Nebenflüsse vorhanden, so ein namenloser Bach entlang der Nordgrenze zu Nanthiat, ein weiterer namenloser Bach, der südwestlich von  Roulède entspringt und bei Salevert die Isle erreicht sowie ein weiterer namenloser Bach, der nördlich des Ortskerns von Saint-Jory-las-Bloux entsteht und südlich von Cronarzin in die Isle übergeht. Der nach Süden ziehende Ravillou – ein rechter Nebenfluss der Loue – markiert auf 1,8 Kilometer die Ostgrenze zu Saint-Sulpice-d’Excideuil. Er entspringt in der Gemeinde Dussac.
Erwähnenswert sind noch zwei rechte Trockentäler der Isle – ein nach Osten ausgerichtetes, 2,5 Kilometer langes Trockentalsystem südlich von Les Peyrières und ein nur sehr kurzes Trockental bei Cherveix.
Geomorphologisch interessant sind zwei Dolinen bei Boisloubet und südöstlich von Boslalègue, die das Dolinenfeld des Mittleren Juras im Süden von Eyzerac fortsetzen.
Die Isle gehört zum Flusssystem Isle-Dronne.
Die Gesamtlänge des Entwässerungsnetzes in Corgnac-sur-l'Isle beträgt 20 Kilometer.

## Geologie

Geologische Karte der Gemeinde Corgnac-sur-l'Isle

Geologisch gehört Corgnac-sur-l'Isle zu zwei sehr unterschiedlichen Terranen: zum variszischen Grundgebirge des westlichen Massif Central einerseits und zum Aquitanischen Becken andererseits.

### Grundgebirge
Das metamorphe Grundgebirge besteht vorwiegend aus dem aus der Thiviers-Payzac-Einheit stammenden  Grès de Thiviers, der hier in seiner Normalfazies (tfρ3) erscheint – ehemaligen vulkanischen Gesteinen rhyodazitischer Zusammensetzung – sowie dem intrudierten Corgnac-Granit (ζγ3b). Das Grundgebirge bildet den Nordostabschnitt der Gemeinde.
Die geschieferte Einheit des Thiviers-Sandsteins ist nur schwach metamorph (unterhalb des Biotit-Isograds) und zeigt eine generelle ostsüdöstliche Streichrichtung – N 110 – mit sehr steilem Einfallen von 80° nach Südsüdwest. Sie bildet strukturell Teil eines engständig gefalteten Synklinoriums.
Hierin eingeschuppt sind die südlichen zwei der insgesamt drei Lappen des kataklastischen Corgnac-Granits. Er hat monzonitische Zusammensetzung und bewirkte in den Grès de Thiviers eine Kontaktmetamorphose, zu erkennen an Hornfelsen.
Erwähnt sein soll noch ein kleiner, Ostnordost-streichender Diabasgang (δΣβ), der in eine Antiklinale des Thiviers-Sandsteins eingedrungen ist (zu sehen nördlich von Bord).

### Sedimentbedeckung
Das Grundgebirge wird von flach liegenden Sedimenten des nördlichen Aquitanischen Beckens transgrediert (maximaler Einfallswinkel 10° bzw. 12° nach Südsüdwest bis Südwest), die hier mit dem Lias einsetzen.

#### Unterer Jura
Die Serie des Unterjuras beginnt mit dem Unteren Hettangium (I1) – Konglomerate, Sandsteine und Arkosen. Das folgende Oberhettangium (I2) ist dolomitisch und liegt meist verkieselt vor. Kleine verkieselte Zwickel finden sich bei Le Breuil, südlich von Bord und östlich von Roulède am Ravillou. Das Sinemurium (I3-4) ist oolithisch und ebenfalls oft verkieselt. Es folgt Pliensbachium(I5-6) – grobe, teils dolomitische Sandsteine, die ebenfalls stellenweise verkieselt sind. Die Serie endet mit Toarcium und Aalenium, auf der geologischen Karte als I7-9 zusammengefasst. Das Toarcium mit seinen Tonsteinen und grauen Mergeln war früher von großer Bedeutung für Ziegeleibetriebe. Das den Unterjura abschließende Aalenium besitzt dolomitischen Charakter.
Der Unterjura erscheint beiderseits der Isle. Rechtsseitig liegt er zwischen dem Ruisseau de Saint-Avit und dem Ruisseau de Chadourgnac und baut den Höhenrücken von Bazols (236 Meter) auf. Der Höhenrücken ist horstartig angehoben und endet mit Pliensbachium. In der davorliegenden Scholle ist noch Toarcium/Aalenium erhalten geblieben, welches sich zusammen mit unterlagerndem Pliensbachium auch entlang der rechten Seite des Ruisseau de Chadourgnac findet. Linksseitig der Isle tritt Unterjura unmittelbar vor dem Grundgebirge auf (direkt östlich des Ortskerns). Die Serie ist hier vollständig. Die rechte Talseite des Ravillous wird südlich der Randstörung von Pliensbachium/Toarcium/Aalenium begleitet. Sodann folgen die Vorkommen auf dem Grundgebirge, nördlich von Le Mas, bei  Le Breuil und vor allem um La Gironnette, wo Sinemurium erreicht wird.

#### Mittlerer Jura
Der Mittlere Jura nimmt die Südhälfte der Gemeinde ein. Ältestes aufgeschlossenes Schichtglied ist Bajocium der Formation j1b – eine Wechselfolge aus kryptokristallinen Kalken mit bioklastischen und oolithischen Kalken. Dessen Basis kann auch rekristallisiert vorliegen. Sodann erscheinen die Oolithkalke der Formation j1c-2a, die vom Oberbajoc bis ins unterste Bathonium reichen. Darüber folgt Unteres und Mittleres Bathonium (Formation j2b). Hierbei handelt es sich um eine Wechselfolge von kryptokristallinen und bioklastischen Kalken mit teils lignithaltigen Tonen. Sodann Oberbathon (Formation j2-6(a)), bestehend aus einer Wechselfolge von kryptokristallinen, stellenweise kreidigen Kalken mit feinschutthaltigen Kalken. Der Mittlere Jura endet mit einer Abfolge, die vom Oberbathon bis ins Callovium reicht (Formation j2-6(b)) – eine Wechselfolge kryptokristalliner, mehr oder weniger kreidiger Kalke mit bioklastischen und oolithischen Kalken.
Die räumliche Anordnung der Schichtglieder des Mittleren Juras folgt in etwa dem regionalen Einfallen nach Südwesten. So tritt das Bajocium mit seiner rekristallisierten Basis im Nordosten des Mitteljurablocks auf und folgt der rechten Talseite des Ruisseau de Chadourgnac und der Isle. Gen Südwesten folgen dann die Bänder von Oberbajoc, Unter-/Mittelbathon und Oberbathon. Das abschließende Callovium berührt dann gerade noch die Südwestecke der Gemeinde.

### Sidérolithique
Fetzen des sogenannten Sidérolithique (eisenhaltige, rote, sehr kompakte, tonige Sande der Formation e-p) finden sich südlich von La Roche (auf Hettangium), bei Roulède (auf Sinemurium) und bei Puyfebert (auf Bajocium, stellenweise auch rekristallisiert). Seine zeitliche Stellung wird sehr ungenau mit Eozän bis Pliozän angegeben.

### Tertiäre Lockersedimente
Die tertiären Lockersedimente umfassen die altpleistozänen Flussschotter der Formation Fs (Sande, Kiese und Schotter, die in eine tonige Grundmasse – hervorgegangen möglicherweise aus marbrierten Paläoböden – eingebettet sind), ihre kolluvialen Umlagerungsprodukte (Formation CF – enthalten mehrheitlich Gerölle und dürften sich zum Großteil aus den Flussschottern entwickelt haben), würmzeitlichen Kalkhangschutt (Formation GP), sowie Flussterrassen der Isle und holozänes Alluvium (Formation K) in den Talniederungen der Isle, des Ruisseau de Chadourgnac, des Ruisseau de Saint-Avit und des Ravillous.
Die Formation Fs erscheint in zwei kleinen Vorkommen nördlich von Vaudrude (auf Grundgebirge) und südlich von Roulède (auf Kolluvium über Unterjura). Das Kolluvium liegt an der Gemeindegrenze zu Saint-Jory-las-Bloux. Kalkhangschutt des Würms bedeckt den Hang um La Vergne nördlich des Ortskerns sowie den Boden des Trockentalsystems südlich von Les Peyrières. Von hier reicht er dann bis Cherveix. Bei den Terrassen können Hoch- von Niederterrassen unterschieden werden. Hochterrassen (Formation Ft) treten als kleine Reste auf, so bei Coulonges, bei La Roche, bei Les Mondines und bei La Tuilerie de Tersac. Die Niederterrassen (Formation Fw) liegen direkt am Ortskern, bei Cronarzin, am Moulin Chambon (Gemeinde Saint-Jory-las-Bloux) und bei Cherveix.

### Karstphänomene
Karstphänomene in der Gemeinde Corgnac-sur-l’Isle sind die bereits unter der Rubrik Hydrographie erwähnten Dolinen und die Trockentäler.

### Tektonik
Das Grundgebirge wird von mehreren steilstehenden Störungen durchzogen, welche sich auch in den Unterjura hinein fortsetzen. Hauptrichtungen sind Südost und Ostsüdost, untergeordnet auch Ost und Ostnordost. Als Randstörungen setzen sie bei La Roche, Vaudrude und Roulède den Corgnac-Granit vom Unterjura ab. Im Osten von  Roulède endet die bedeutende Ostnordost-streichende und linksverschiebende Dussac-Störung. Durch sie wird weiter gen Nordost die gesamte Thiviers-Payzac-Einheit verschoben. Der Mittlere Jura ist bis auf eine kleinere, Ost-orientierte Schwächezone bei Coulonges, die östlich von Salevert im Unterjura eine Fortsetzung findet, störungsfrei.
Die Verwerfungen im Grundgebirgsbereich haben zweifellos auch die auflagernde und angrenzende Sedimentbedeckung gestört. So wird beispielsweise der Unterjura an der Randstörung auf 60° hochgeschleppt. Das normale flache Einfallen des Sedimentpakets nach Südwest unterliegt störungsbedingt ebenfalls Torsionen, so dass Einfallsrichtungen von Nordwest bis Nordost und Südost zu beobachten sind (gemessen wurden 15° nach Nordnordost, 8 bis 10° nach Nordost, 10° nach Nordwest und 20° nach Südost).

## Naturrisiken

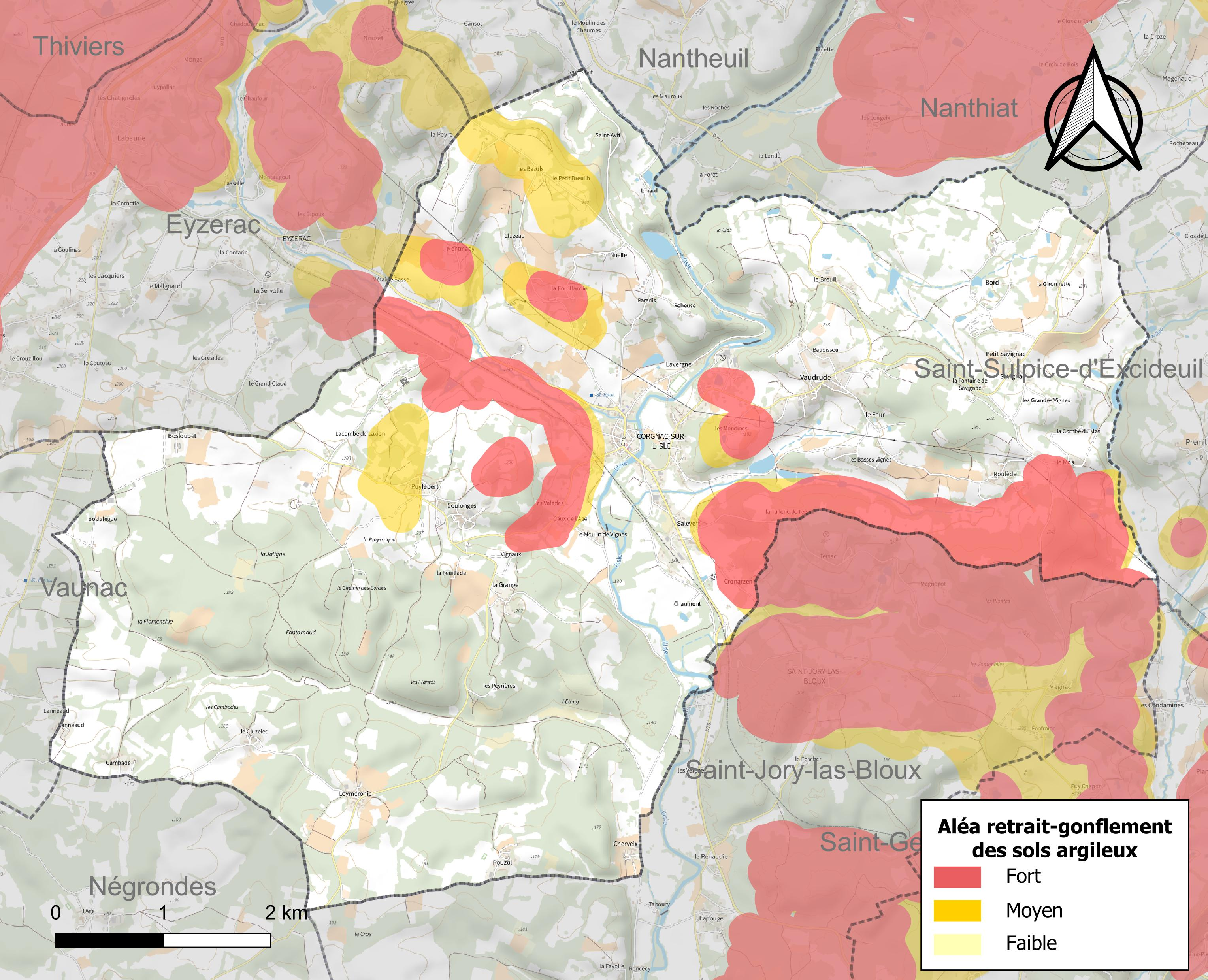
Risikokarte des Quellungs/Schrumpfungsverhältnisses von Tonmineralen in Böden für Corgnac-sur-l’Isle

Naturrisiken manifestieren sich in Corgnac-sur-l’Isle als
- Überschwemmungen und den mit ihnen assoziierten Schlammströmen und Hangrutschungen an der Isle und ihren Seitenarmen
- Dürren
- Stürme
- Bodensetzungen
- Radonemanationen.

In den Jahren 1982, 1993, 1999, 2007 und 2008 (insbesondere 1999) kam es aufgrund erhöhter Niederschläge zu Überschwemmungen, größeren Bodenbewegungen und Rutschungen.
Dürrejahre waren 1989, 2003 und 2017. In diesen Jahren herrschte erhöhte Waldbrandgefahr.
Ein herausragendes Wintersturmereignis war das Sturmtief Martin im Dezember 1999, das enorme Schäden an den Wäldern und auch an der Infrastruktur hinterließ. Die Zerstörungen in den Wäldern sind selbst im Jahr 2022 noch zu erkennen.
Wie die Risikokarte zeigt, ist Corgnac-sur-l’Isle mäßig bis stark von der Gefahr durch Bodensetzungen betroffen, die Gefahren konzentrieren sich hierbei auf Böden des Unterjuras und des Kolluviums.
Die Erdbebengefahr ist als relativ niedrig einzustufen, am Westrand des Massif Central sind recht seltene Beben der Stärke 3 auf der Richterskala bekannt.
Eine relativ schwache Radongefahr (Zone 3 mit signifikativem Gefahrenpotential) besteht im Bereich des Grundgebirges im Inneren von Gebäuden und geschlossenen Räumen.

## Ökologie

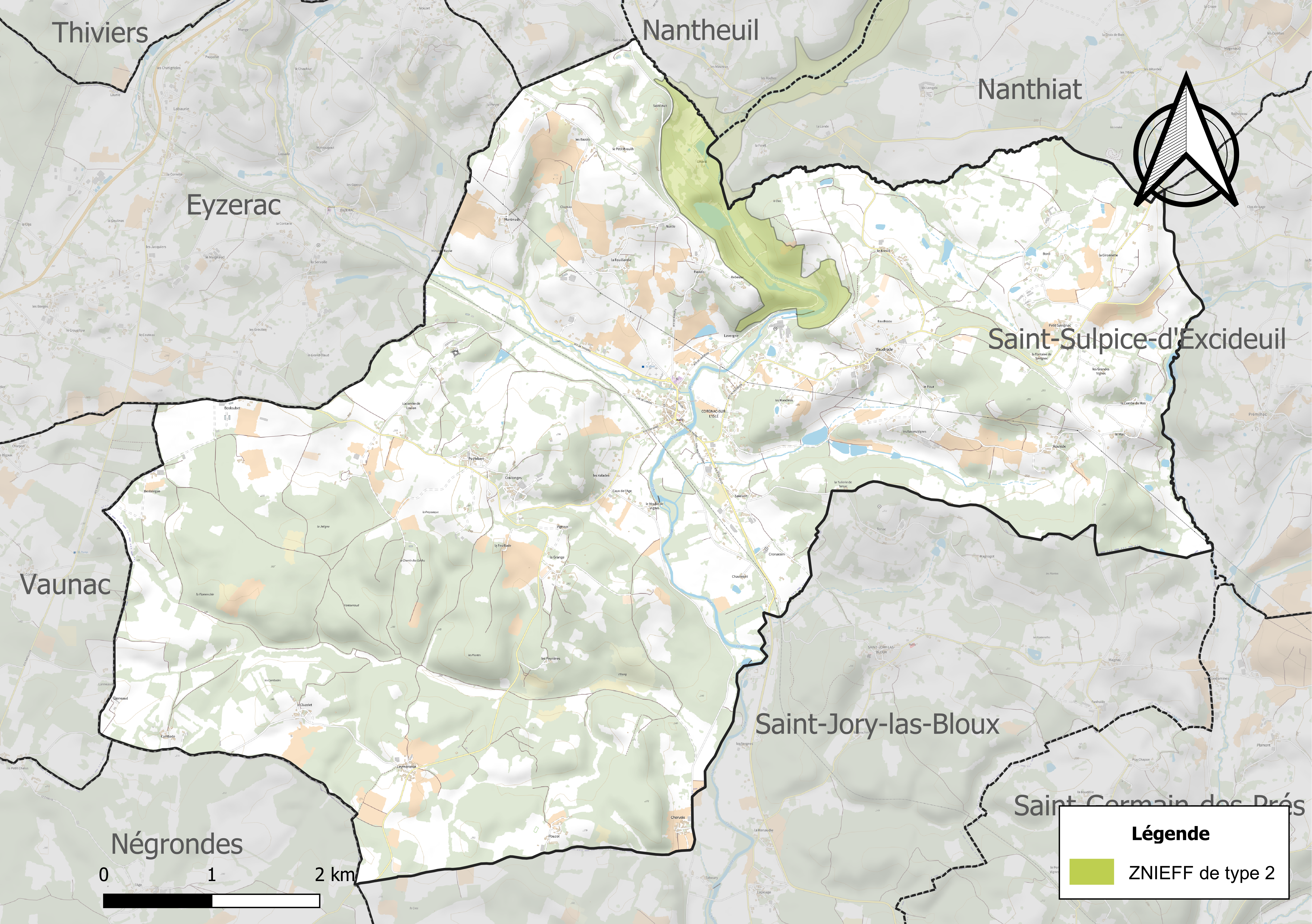
Schutzgebiet des Typus 2 in Corgnac-sur-l’Isle

### Schutzgebiet des Typus 2
Die Talung der Isle oberhalb des Ortskerns bildet unter dem Titel Vallée de l'Isle en amont de Périgueux, gorges de l'Isle et de ses affluents, landes du Jumilhacois (Isletal oberhalb von Périgueux, Schluchten der Isle und ihrer Seitenarme, Heiden des Jumilhacois) ein Schutzgebiet des Typus 2 (Französisch ZNIEFF = zone naturel d'interêt faunistique et floristique). Hierin eingeschlossen sind auch die letzten 500 Meter des Ruisseau de Saint-Avit.

## Geschichte
Im Jahr 1186 zog sich Richard Löwenherz – nach erfolgloser Belagerung von Schloss Excideuil – in die Landstriche von Corgnac zurück und richtete dort mit seinen Truppen große Verwüstungen an. Im 16. Jahrhundert hatte die kirchliche Rechtsprechung in Corgnac den Titel einer Propstei.
Die romanische Ortskirche Saint-Front wurde im 12. Jahrhundert erbaut. Das Château de Laxion stammt aus dem 15. Jahrhundert, es hatte aber einen noch älteren Vorgängerbau.
Bis 1906 lautete der Ortsname der Gemeinde Corgnac.

## Bevölkerungsentwicklung
| Jahr | Einwohner |  |
| 1962 | 1044      |  |
| 1968 | 1021      |  |
| 1975 | 957       |  |
| 1982 | 866       |  |
| 1990 | 888       |  |
| 1999 | 840       |  |
| 2006 | 809       |  |
| 2011 | 797       |  |
| 2016 | 836       |  |
| 2018 | 833       |  |
| 2020 | 846       |  |

Quelle: INSEE
Die Bevölkerungsentwicklung in Corgnac-sur-l'Isle war ab 1962 unter einer leichten Fluktuation im Jahr 1990 generell rückläufig. Ab 2011 ist eine schwache Aufwärtstendenz zu beobachten.
Die bisher höchste Einwohnerzahl wurde im Jahr 1886 mit 1401 Bewohnern ermittelt.
Die Bevölkerungsdichte in Corgnac-sur-l'Isle beträgt 41,0 Einwohner pro Quadratkilometer.

## Verwaltung
Bürgermeister in Corgnac-sur-l'Isle ist seit März 2008 der parteilose Philippe Gimenez. Der ehemalige Angestellte im öffentlichen Dienst wurde im Mai 2020 wiedergewählt.

## Präsidentschaftswahlen 2022
| Kandidaten                       | Kandidaten            | Parteien                      | Parteien            | 1. Wahlgang | 1. Wahlgang | 2. Wahlgang | 2. Wahlgang |
| Kandidaten                       | Kandidaten            | Parteien                      | Parteien            | Stimmen     | %           | Stimmen     | %           |
| -------------------------------- | --------------------- | ----------------------------- | ------------------- | ----------- | ----------- | ----------- | ----------- |
|                                  | Marine Le Pen         | Front national                | FN                  | 142         | 26,54 %     | 238         | 50,42 %     |
|                                  | Emmanuel Macron       | En marche !                   | EM                  | 116         | 21,68 %     | 234         | 49,58 %     |
|                                  | Jean-Luc Mélenchon    | Front de gauche               | FDG                 | 121         | 22,62 %     |             |             |
|                                  | Éric Zemmour          | Reconquête                    |                     | 17          | 3,18 %      |             |             |
|                                  | Valérie Pécresse      | Les Républicains              | LR                  | 42          | 7,85 %      |             |             |
|                                  | Jean Lassalle         | Résistons !                   | R                   | 40          | 7,48 %      |             |             |
|                                  | Anne Hidalgo          | Parti socialiste              | PS                  | 9           | 1,68 %      |             |             |
|                                  | Fabien Roussel        | Parti communiste français     | PC                  | 20          | 3,74 %      |             |             |
|                                  | Nicolas Dupont-Aignan | Debout la République          | DLR                 | 12          | 2,24 %      |             |             |
|                                  | Yannick Jadot         | Europe Écologie-Les Verts     | EELV                | 9           | 1,68 %      |             |             |
|                                  | Nathalie Arthaud      | Lutte Ouvrière                | LO                  | 1           | 0,19 %      |             |             |
|                                  | Philippe Poutou       | Nouveau Parti anticapitaliste | NPA                 | 6           | 1,12 %      |             |             |
|                                  |                       |                               |                     |             |             |             |             |
| Gesamt                           | Gesamt                | Gesamt                        | Gesamt              | 535         | 100 %       | 472         | 100 %       |
|                                  |                       |                               |                     |             |             |             |             |
| Gültige Stimmen                  | Gültige Stimmen       | Gültige Stimmen               | Gültige Stimmen     | 535         | 96,92 %     | 472         | 85,35 %     |
| Ungültige Stimmen                | Ungültige Stimmen     | Ungültige Stimmen             | Ungültige Stimmen   | 17          | 3,08 %      | 81          | 14,65 %     |
| Wahlbeteiligung                  | Wahlbeteiligung       | Wahlbeteiligung               | Wahlbeteiligung     | 552         | 80,23 %     | 553         | 80,26 %     |
| Enthaltungen                     | Enthaltungen          | Enthaltungen                  | Enthaltungen        | 136         | 19,77 %     | 136         | 19,74 %     |
| Registrierte Wähler              | Registrierte Wähler   | Registrierte Wähler           | Registrierte Wähler | 688         |             | 689         |             |
|                                  |                       |                               |                     |             |             |             |             |
| Quelle: Ministère de l'Intérieur |                       |                               |                     |             |             |             |             |

Die Präsidentschaftswahlen 2022 in Corgnac-sur-l’Isle konnte Marine Le Pen nur sehr knapp für sich entscheiden.

## Wirtschaft

### Beschäftigung
Im Jahr 2015 betrug die erwerbsfähige Bevölkerung zwischen 15 und 64 Jahren 302 Personen (36,7 % der Gesamtbevölkerung). Als arbeitslos waren 32 Personen gemeldet (im Jahr 2010 waren dies 31), die Arbeitslosigkeit belief sich somit auf 9,4 %.

### Unternehmen
Am 31. Dezember 2015 waren in der Gemeinde Corgnac-sur-l’Isle 65 Unternehmen angesiedelt, davon 34 in Handel, Transport und Dienstleistungen, 10 in Landwirtschaft, Forst oder Fischerei, 8 im Baugewerbe, 8 in Verwaltung, Bildung, Gesundheit oder Sozialhilfe und 5 in der Industrie.

## Sehenswürdigkeiten
- romanische Kirche Saint-Front
- alte Brücke über die Isle
- Schloss von Laxion (15. bis 16. Jahrhundert)

## Photogalerie

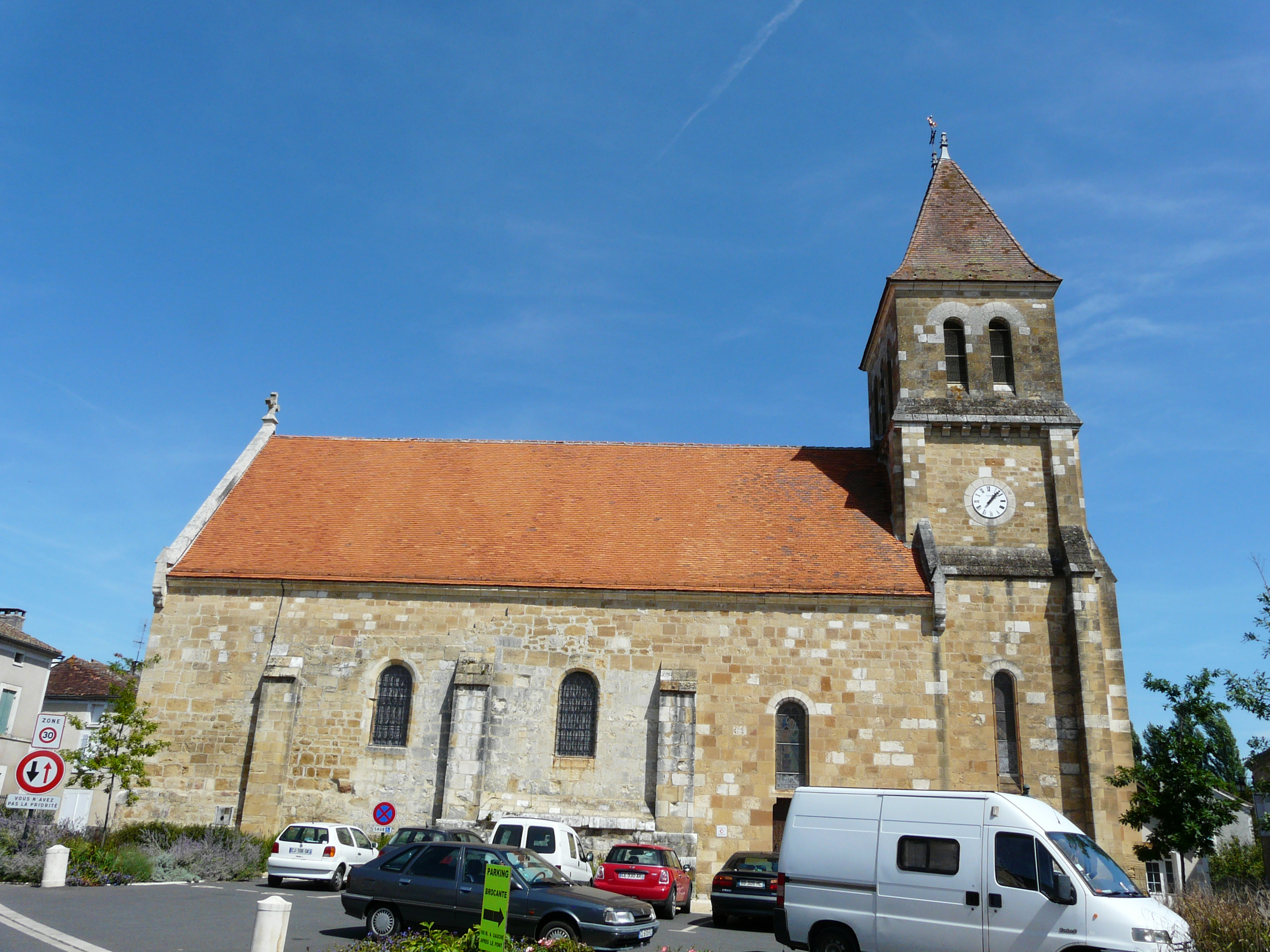
Romanische Ortskirche Saint-Front
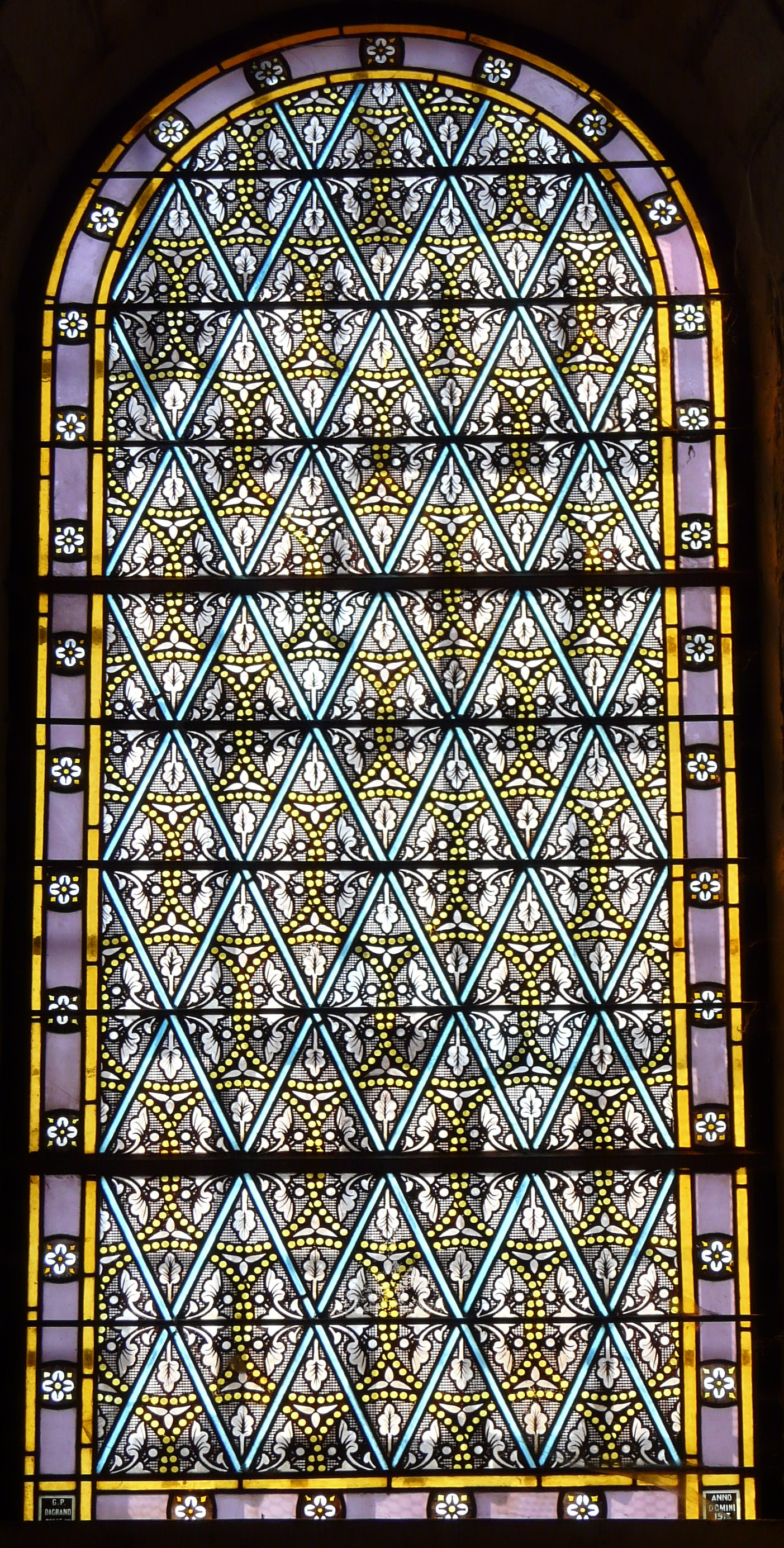
Buntglasfenster in Saint-Front
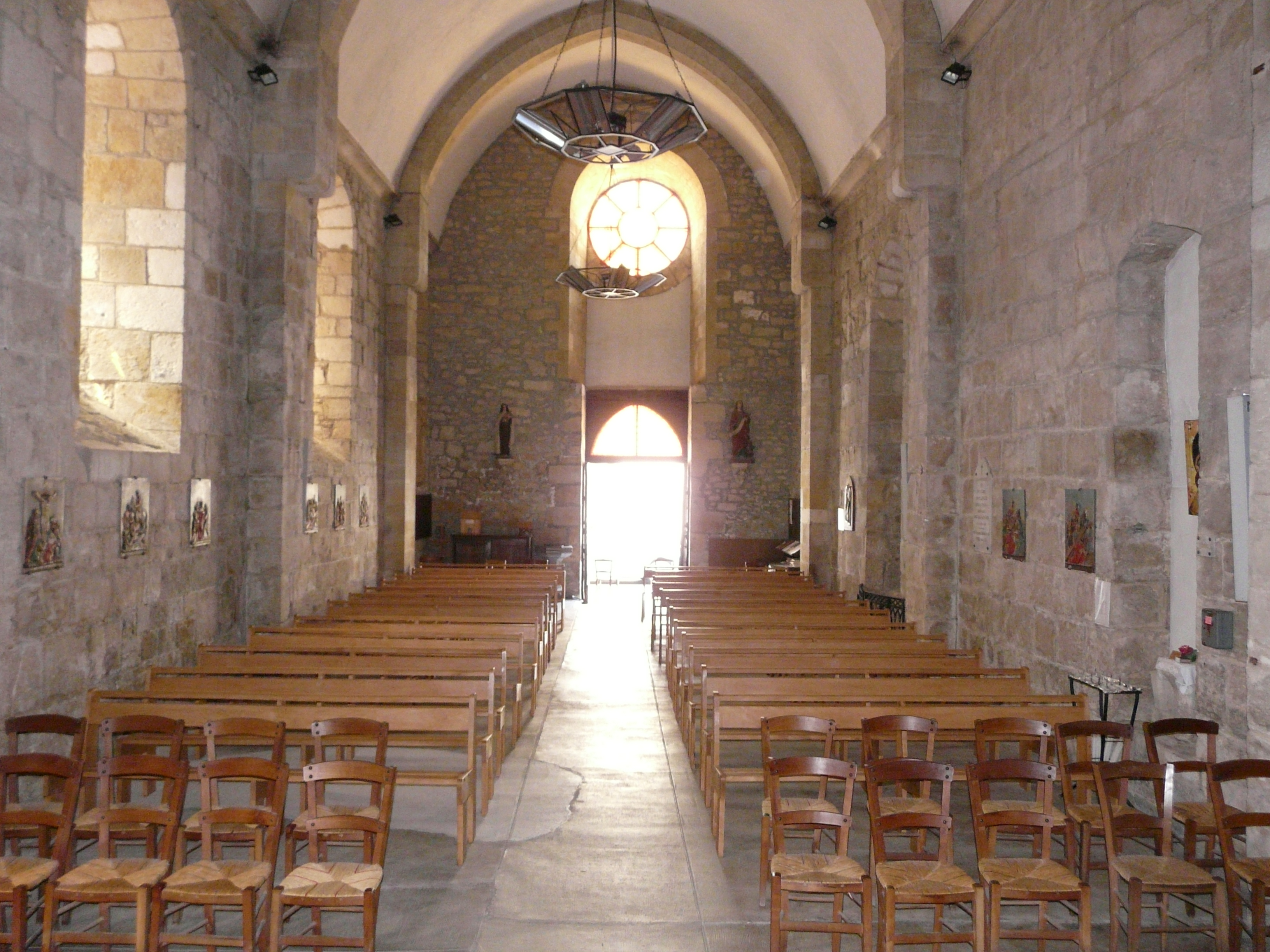
Kirchenschiff von Saint-Front
Blick auf die Ortskirche Saint-Front von Süden
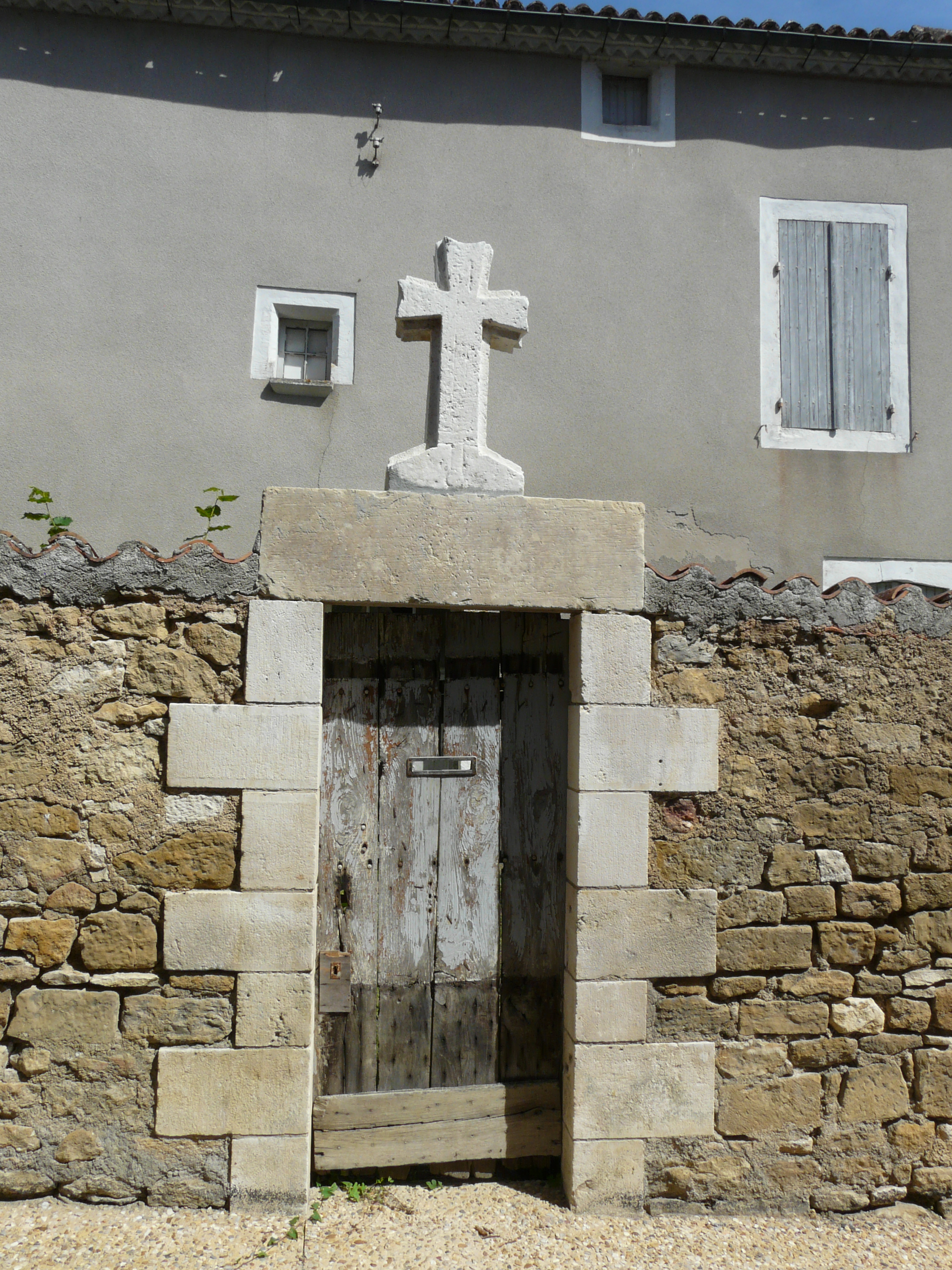
Eingang zum Presbyterium
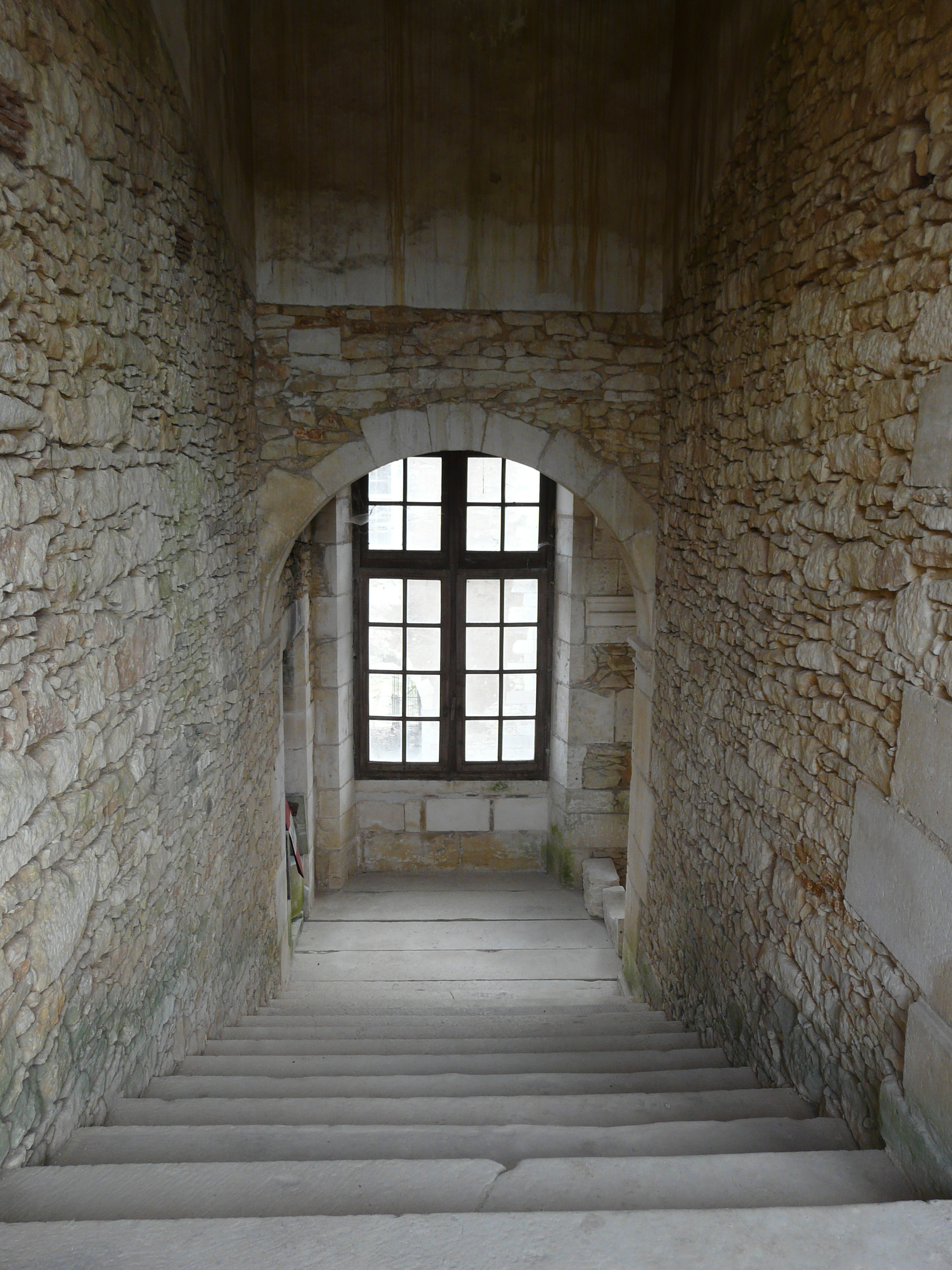
Treppenaufgang im Schloss Laxion
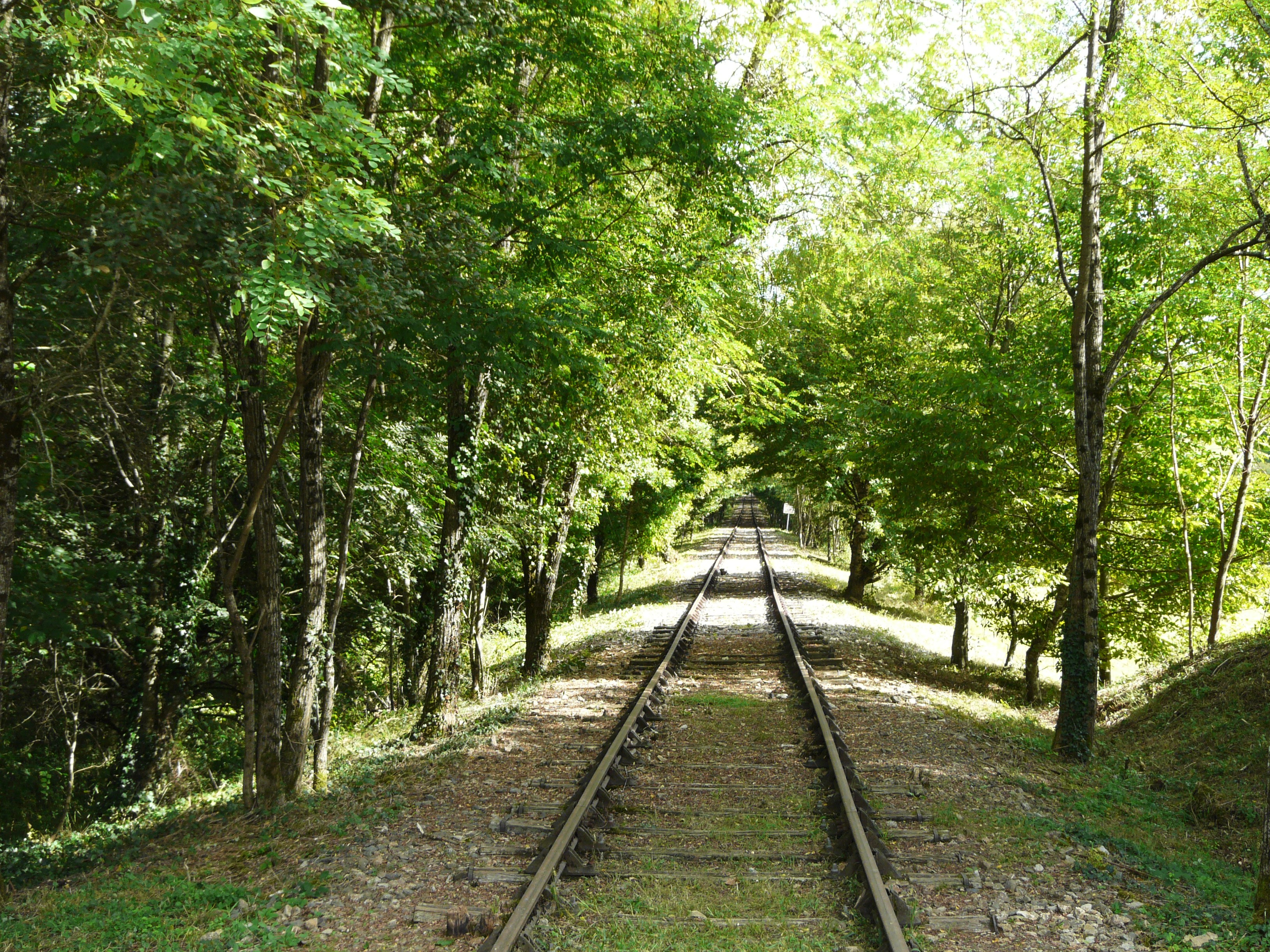
Ehemalige Bahnstrecke Thiviers-Saint-Aulaire
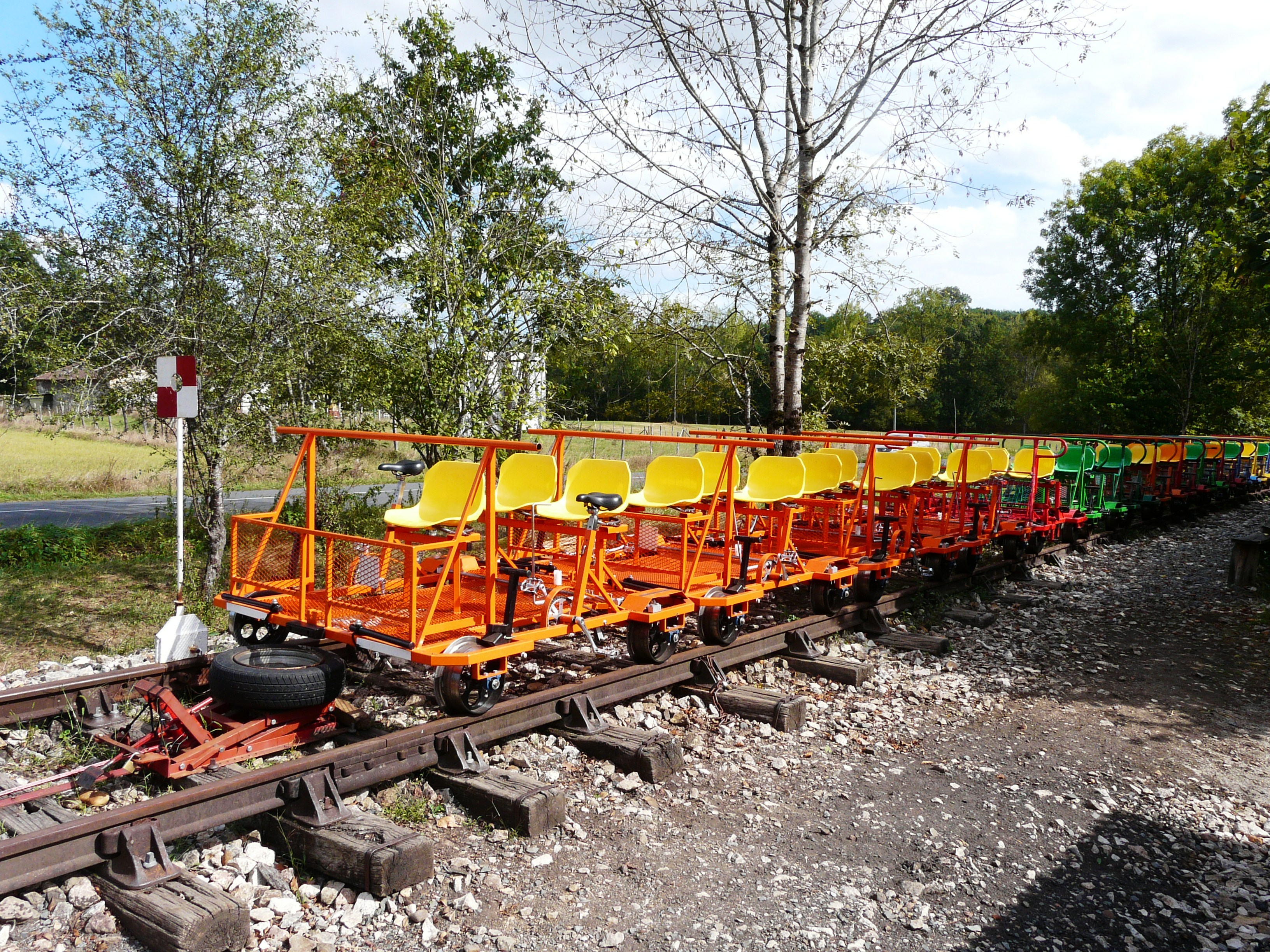
Vélorail (Eisenbahn-Draisine)